# Haters Back Off
Haters Back Off was een originele, komische televisieserie van Netflix, gebaseerd op het YouTube-personage Miranda Sings, gecreëerd door Colleen Ballinger. De twee seizoenen waren respectievelijk uitgebracht in oktober 2016 en 2017. De "surreële en absurde" serie draait om het familieleven van Miranda Sings, een beschermde, egocentrische, overmoedige en ongetalenteerde jonge artiest die beroemdheid zoekt op YouTube.
De show was vernoemd naar Miranda's typische slagzin die ze gebruikt wanneer ze de negatieve reacties beantwoordt op haar YouTube-video's. Haters Back Off was een van de eerste series met een scenario gecreëerd door een YouTube-persoonlijkheid.
Het eerste seizoen was uitgebracht op 14 oktober 2016. Het volgt Miranda van het moment dat ze haar eerste video post tot wanneer een van video's 'viraal' gaat. Het tweede seizoen werd uitgebracht op 20 oktober 2017. Het betreft Miranda's plannen om geld te verdienen van fans, dat leidt naar haar familie die financieel geruïneerd is en haar '15 minutes of fame' op een podium in New York. Ballinger vertelde Entertainment Weekly dat de schrijvers van seizoen 2 voortgingen met het ontwerpen van scenario's "vanuit dingen die me echt me zijn overkomen in mijn carrière". Netflix schrapte de serie na twee seizoenen.

## Achtergrond

### Miranda Sings
Sinds 2008 post Colleen Ballinger video's als haar komisch talentloze, narcistische en eigenaardig personage, Miranda Sings, hoofdzakelijk op het YouTube-kanaal 'Miranda Sings'. Het personage is een bespotting van slechte, maar egoïstische, artiesten die zichzelf al zingend filmen, als een vorm van zelf-promotie. Miranda is afgeschilderd als een thuis geschoolde, jonge vrouw die excentrisch en kinderachtig is, en narcistisch gelooft dat ze beroemd geboren was. Miranda gebruikt spoonerismen en verhaspelingen, is prikkelbaar, belachelijk egocentrisch en zelfingenomen, sociaal penibel, en heeft een uitdagende, arrogante attitude. Ze beantwoordt de mensen die kritiek leveren met haar slagzin: "Haters back off!".
In maart 2009 uploadde Ballinger een video van Miranda genaamd "Free Voice Lesson" (= Gratis stemles), vol met slecht zangadvies, dat snel haar eerste virale sensatie werd. Dit leidde tot verzoeken voor Ballinger om live op te treden, en later begon ze met wereldwijde tournees. Het 'Miranda Sings' YouTube-kanaal heeft meer dan 1,7 miljard weergaven ontvangen en heeft meer dan 9 miljoen abonnees, terwijl Ballingers persoonlijk YouTube-kanaal meer dan 1,2 miljard weergaven heeft ontvangen en meer dan 6 miljoen abonnees heeft. Miranda is als personage verschenen in verschillende televisieseries en Ballinger bracht in 2015 een boek uit, Selp-Helf, geschreven zoals Miranda dat zou doen, dat het haalde op de No. 1 op de New York Times-bestsellerlijst voor 'Advies', 'How-To' & 'Overig'.

### Ontwikkeling
Ballinger vertelde interviewers dat zij en haar broer Chris het idee voor de show begonnen te ontwikkelen zo een vijf of zes jaar alvorens het in première ging. Eerst overwogen ze een film maar later besloten ze er een televisieserie van te maken. Ballinger verkoos Netflix boven HBO om Haters Back Off te produceren omdat ze voelde dat Netflix begreep en enthousiast was over haar personage, de online oorsprong en de fans. De show was een van de eerste series met een scenario gecreëerd door een YouTube-persoonlijkheid.
Op YouTube had Miranda altijd een off-stage relatie met haar moeder en haar oom, en Ballinger had lang het idee voor Miranda's beste vriend, Patrick. Deze personages waren echter voor het eerst te zien in seizoen 1 van de show. Emily, Miranda’s zus, was ook geïntroduceerd als een nieuw personage in seizoen 1. Ballinger zei dat ze het langere format wilde gebruiken om Miranda's kwetsbaarheid bloot te stellen en om haar geloofwaardig te maken; om de bron van onzekerheden die Miranda zo grof en excentrisch maken uit te leggen. De serie breidde Miranda's wereld uit die al te zien was op YouTube. Miranda vertegenwoordigt een extreme versie van wat de gemiddelde, onhandige tienermeid zou kunnen voelen. Seizoen 2 introduceerde Miranda's vader, vertolkt door Matt Besser.

## Rolverdeling

### Hoofdrollen
- Colleen Ballinger, als Miranda Sings, een talentloze, egoïstische, eigenaardige, thuis geschoolde jonge vrouw die een ster wil worden.
- Angela Kinsey, als Bethany, Miranda's hypochondrische moeder.
- Steve Little, als Jim, Miranda's oom en manager.
- Erik Stocklin, als Patrick Mooney, Miranda's beste vriend en buur.
- Francesca Reale, als Emily, Miranda's geërgerde zus, die probeert de logica bij haar gekke familieleden aan te praten.
- Matt Besser, als Kelly, Miranda and Emily's vader en Jims broer (seizoen 2).

### Terugkerende rollen
- Chaz Lamar Shepherd, als Keith, een plaatselijke predikant (seizoen 1).
- Dylan Playfair, als Owen Trent, de gitarist van het kerkkoor die dromerig maar ook narcistisch is (seizoen 1).
- Harvey Guillen, als Harvey, de manager en zoon van de eigenaar van de viswinkel (seizoen 1).
- Lindsay Navarro, als Kleigh, Emily's vriendin (seizoen 1).
- Rachelle Gillis, als April, Owens vriendin (seizoen 1).
- Mel Tuck, als oude man / Mel (seizoenen 1 en 2).
- Simon Longmore, als Dr. Schofele, Bethany's dokter (seizoenen 1 en 2).
- Kara Hayward, als Amanda (seizoen 2).

### Gastrollen
- Ben Stiller, als zichzelf (seizoen 1).
- John Early, als Maureen, de 'Mattress Queen' oftewel 'Matrassenkoningin' (seizoen 1).
- C. Ernst Harth, als Taco Ta-Go Manager (seizoen 2).
- Joey Graceffa, als zichzelf (seizoen 2).
- Michael Bean, als museumeigenaar (seizoen 2).
- Frankie Grande, als zichzelf (seizoen 2).
- Lochlyn Munro, als Brian Maxwell, een talentenagent (seizoen 2).
- Colleen Ballinger, als zichzelf (seizoen 2).

## Productie en promotie
Seizoen 1 van Haters Back Off begon met filmen in april 2016 in en rond Port Coquitlam, British Columbia, dicht bij Vancouver, wat de plaatsvervanger is, in de serie, voor Miranda's geboortedorp, Tacoma, Washington. Het filmen van seizoen 1 werd beëindigd op 3 juli 2016. Ballinger begon met het promoten van seizoen 1 in januari 2016 met een aankondiging in een komische YouTube-video en er werd een artikel over de show gepubliceerd in juni 2016. Ballinger promootte ook haar show op sociale media, inclusief met een nieuw liedje erover, gezongen door Miranda. Op 1 september 2016 publiceerde Netflix de eerste foto's van  seizoen 1. Op 21 september werd de eerste teaser, van een hele reeks teasers, gedeeld. Ballinger verscheen ook op The Tonight Show, gepresenteerd door Jimmy Fallon, op 14 oktober 2016. Dit was tevens de verschijningsdatum van de show, dus om de serie te promoten.
Seizoen 2 werd weer in en rond Vancouver gefilmd, van april tot 5 juni, 2017. Ballinger begon het promoten van seizoen 2 in augustus 2017 met een verschijning op Live with Kelly and Ryan. Ballinger maakte de verschijningsdatum van seizoen 2 bekend als Miranda op het 'Miranda Sings' YouTube-kanaal, op 11 september 2017. Op dezelfde dag bracht ze een nieuw liedje uit op Miranda's YouTube-kanaal om het nieuwe seizoen te promoten. Op 10 oktober 2017 bracht Netflix de officiële trailer voor seizoen 2 uit. Op 16 oktober was Angela Kinsey te gast bij de Today-show om de serie te promoten. Drie dagen later verscheen ze ook in een video van People. De acht afleveringen van seizoen 2 waren uitgebracht door Netflix op 20 oktober 2017. Op 23 oktober 2017 keerde Ballinger terug naar Live with Kelly and Ryan voor een aflevering in het thema van Halloween, alsook verscheen ze weer op The Tonight Show om over Haters Back Off te praten. Twee dagen later publiceerde Variety een artikel over seizoen 2.
Op 1 december 2017 gelastte Netflix enige verdere productie af, na twee seizoenen.

## Afleveringen

### Seizoen 1 (2016)
| Nummer | Titel                          | Uitzenddatum    |
| ------ | ------------------------------ | --------------- |
| 1      | Uploding my Fist Video         | 14 oktober 2016 |
| 2      | Preeching 2 the Chior          | 14 oktober 2016 |
| 3      | Netwerking at the Nursing Home | 14 oktober 2016 |
| 4      | Rod Trip With My Uncle         | 14 oktober 2016 |
| 5      | Staring in a Musicall          | 14 oktober 2016 |
| 6      | Becuming a Magichin            | 14 oktober 2016 |
| 7      | Starr off the Parade           | 14 oktober 2016 |
| 8      | i'm famous                     | 14 oktober 2016 |

### Seizoen 2 (2017)
| Nummer | Titel                       | Uitzenddatum    |
| ------ | --------------------------- | --------------- |
| 1      | im gunnna be an legend      | 20 oktober 2017 |
| 2      | Getting Condomsated 4 My Ad | 20 oktober 2017 |
| 3      | Exposing My Impostr         | 20 oktober 2017 |
| 4      | Modelling at the Hospital   | 20 oktober 2017 |
| 5      | my 1rst bae                 | 20 oktober 2017 |
| 6      | makeen the news             | 20 oktober 2017 |
| 7      | my theem park               | 20 oktober 2017 |
| 8      | broadway or buts            | 20 oktober 2017 |